# 加藤愛子
加藤 愛子（かとう あいこ、1913年〈大正2年〉4月17日 - 1982年〈昭和57年〉）は、日本の女性税理士の草分け。全国女性税理士連盟初代会長。

## 経歴
愛知県春日井郡鳥井村（現：春日井市）に生まれる。幼くして外交官の父が亡くなったため苦しい生活を余儀なくされたが、母や兄たちは末っ子の愛子を上級学校に行かせようと学資を貯め、金城女子専門学校（現：金城学院大学）に進学した。卒業後、1931年（昭和6年）に上京して明治大学専門部女子部に進学。同部では雄弁部に所属し、野球の試合で応援団長の代わりを務めたエピソードなどを持つ。
1934年（昭和9年）に女子部、1937年（昭和12年）に法学部を卒業し、明大卒業後に中武三が所長を務める中税務会計事務所に就職。第二次大戦中は事務所の男性がすべて徴兵され、一人で事務所に泊まり込んだこともあった。また中事務所時代に弁理士に登録している（最初の女性合格者である井上清子など戦前期には女性弁理士は8人しかいなかった）。
戦後、1946年（昭和21年）に女性としては初となる税務代理士（税理士の前身）に登録し、1952年（昭和27年）の税理士法制定により税理士の資格を得た。税務代理士登録と同時期に事務所を独立し、東京経営研究所を開設した。
その後、全国婦人税理士連盟（現・全国女性税理士連盟）の創立に尽力し、1958年の創設と同時に初代会長に就任。以後、1970年まで会長を務めた。
1955年の第27回衆議院議員総選挙に愛知1区から日本民主党公認で立候補したが落選した。
他に、東京パイロットクラブ会長、生産婦人中央会合会長などを歴任。
1982年（昭和57年）に69歳で亡くなった。